# Jankov (ort i Tjeckien, Södra Böhmen)
Jankov är en ort i Tjeckien.   Den ligger i regionen Södra Böhmen, i den sydvästra delen av landet, 120 km söder om huvudstaden Prag. Jankov ligger 485 meter över havet och antalet invånare är 386.
Terrängen runt Jankov är platt åt nordost, men åt sydväst är den kuperad.Runt Jankov är det ganska glesbefolkat, med 42 invånare per kvadratkilometer. Närmaste större samhälle är České Budějovice, 12,9 km öster om Jankov. I omgivningarna runt Jankov växer i huvudsak blandskog.